# پری‌شاهرخ پورتوریکو
پری‌شاهرخ پورتوریکو ( نام علمی : Icterus portoricensis ) نام یک گونه از تیره سیاه‌پره‌ایان است. 